# Коша, Антон
 Антон Коша (рум. Anton Coşa; 23 ноября 1961, Валя Маре, Румыния) — римско-католический епископ, ординарий епархии Кишинёва, Молдавия.

## Биография
25 июня 1989 года Антон Коша был рукоположён в священника, после чего служил викарием в католическом приходе города Яссы, Румыния.
28 октября 1993 года Антон Коша был назначен ординарием Апостольской администратуры Молдавии. 6 января 2000 года был рукоположён в титулярного епископа города Песто. 27 октября 2001 года после учреждения Святым Престолом епархии Кишинёва стал первым епископом этой новой католической епархии.